# George Porter
George Porter (n. 6 decembrie 1920, Stainforth, Anglia, Regatul Unit al Marii Britanii și Irlandei – d. 31 august 2002, Canterbury, Anglia, Regatul Unit) a fost un chimist britanic, laureat al Premiului Nobel pentru chimie (1967).